# دون نيومان (كرة سلة)
دون نيومان (بالإنجليزية: Don Newman)‏ مواليد 22 نوفمبر 1957 في نيو أورلينز، هو مدرب كرة سلة أمريكي ولاعب سابق. بدأ مسيرته الاحترافية في سنة 1980. تم اختياره من قبل فريق بوسطن سيلتكس خلال الدرافت. درب في الرابطة الوطنية لكرة السلة. يبلغ طوله 6 قدم 3 بوصة (1.9 م). اعتزل اللعب في 1983.

## روابط خارجية
- دون نيومان على موقع سبورتس رفرنس (الإنجليزية)
- دون نيومان على موقع كلية كرة السلة في سبورتس رفرنس.كوم (الإنجليزية)
- دون نيومان على موقع ريلجم (الإنجليزية)
- دون نيومان على موقع سبورتس رفرنس (الإنجليزية)
- دون نيومان على موقع كلية كرة السلة في سبورتس رفرنس.كوم (الإنجليزية)
- دون نيومان على موقع JustSportsStats.com (الإنجليزية)